# Jaderná elektrárna Trawsfynydd
Jaderná elektrárna Trawsfynydd  byla jaderná elektrárna v hrabství Gwynedd ve severozápadním Walesu Spojeného království. Je pojmenovaná podle stejnojmenné blízké vesnice Trawsfynydd.

## Historie a technické informace
Jaderná elektrárna Trawsfynydd měla dva plynem chlazené reaktory typu Magnox, využívající přírodní uran, moderátorem byl grafit.
Chladicí vodu brala z umělé nádrže Llyn Trawsfynydd.
Provozovatel: Nuclear Electric plc. → Nuclear Decommissioning Authority (NDA)
Dodavatel: Atomic Power Construction Ltd. (APC)

## Informace o reaktorech
| Reaktor       | Typ reaktoru | Výkon [MW] | Výkon [MW]  | Výkon [MW] | Zahájení stavby  | Uvedení do provozu | Připojení k síti | Provoz          | Uzavření      |
| Reaktor       | Typ reaktoru | Tepelný    | Instalovaný | Čistý      | Zahájení stavby  | Uvedení do provozu | Připojení k síti | Provoz          | Uzavření      |
| ------------- | ------------ | ---------- | ----------- | ---------- | ---------------- | ------------------ | ---------------- | --------------- | ------------- |
| Trawsfynydd 1 | GCR/MAGNOX   | 850        | 235         | 195        | 1. července 1959 | 1. září 1964       | 14. ledna 1965   | 24. března 1965 | 6. února 1991 |
| Trawsfynydd 2 | GCR/MAGNOX   | 850        | 235         | 195        | 1. července 1959 | 1. prosince 1964   | 2. února 1965    | 24. března 1965 | 4. února 1991 |